# موتور جمال‌الدین
موتور جمال‌الدین روستایی در دهستان شورو بخش کورین شهرستان زاهدان استان سیستان و بلوچستان ایران است.

## جمعیت
بر پایه سرشماری عمومی نفوس و مسکن در سال ۱۳۹۵ جمعیت این روستا ۱۲۸ نفر (۳۱خانوار) بوده‌است.